# گوریتس
گوریتس (به آلمانی: Göritz) یک شهر در آلمان است که در Brüssow واقع شده‌است. گوریتس  ۸۳۶ نفر جمعیت دارد.